# Arreglo de Madrid relativo a la represión de las indicaciones de procedencia falsas o engañosas en los productos
El Arreglo de Madrid relativo a la represión de las indicaciones de procedencia falsas o engañosas en los productos, es un tratado internacional adoptado el 14 de abril de 1891, que establece como medida de prevención el embargo de productos en que figure una indicación de procedencia falsa o engañosa al momento de su importación a un estado miembro. 
También prohíbe la venta, exposición y oferta de productos con indicaciones que tengan carácter de publicidad susceptible de inducir al público a error sobre la procedencia del producto en cuestión.
Así, aunque no aporta mayores derechos de propiedad intelectual que el Convenio de París, incorpora el concepto de "indicaciones engañosas", esto es, aquellas que aún siendo ciertas inducen al error al consumidor.
El Arreglo de Madrid ha sido revisado en Washington en 1911, en La Haya en 1925, en Londres en 1934, en Lisboa en 1958 y, finalmente, en Estocolmo en 1967. 
Hasta junio de 2022 el arreglo tenía 36 estados firmantes. Pueden formar parte de él los estados que son parte en el Convenio de París para la Protección de la Propiedad Industrial de 1883.
El Arreglo de Madrid es administrado por la Organización Mundial de la Propiedad Intelectual (OMPI).